# Meret Oppenheim
Meret Oppenheim (Berlín; 6 de octubre de 1913 - Basilea; 15 de noviembre de 1985) fue una artista y fotógrafa suiza que se encuadró en el movimiento surrealista.

## Biografía
Nació en el barrio berlinés de Charlottenburg, su padre alemán y su madre suiza. Con 16 años comenzó a estudiar pintura y con 19 años se trasladó a París a continuar sus estudios en la Académie de la Grande Chaumière. En esta ciudad conoció a Alberto Giacometti y Jean Arp que le invitaron a participar en la exposición surrealista del Salon des surindépendants, donde conoció a André Breton, Max Ernst y Man Ray. Para este último posó como modelo en varias de sus fotografías de desnudos más conocidas.
En 1936 realizó su obra más conocida: «Juego de desayuno de piel» que llegó a ser uno de los objetos más conocidos del surrealismo y fue comprado por el Museo de Arte Moderno de Nueva York.
En 1943, participó en The Exhibition by 31 Women que se realizó en la galería de arte de Peggy Guggenheim el Art of this Century en Nueva York.
En 1945 conoció a Wolfgang La Roche con el que se casó cuatro años después y se instalaron en Berna. En 1954 regresó a la actividad artística con el diseño del vestuario de la obra teatral de Picasso «Le Désir attrapé par la queue (El deseo cogido por la cola)» que realizó Daniel Spoerri y se estrenó en Berna. En 1959 participó en una exposición surrealista en París con su obra Festmahl (Banquete), mostrando alimentos sobre el cuerpo de una mujer desnuda con la cara dorada.
A partir de los años ochenta comienza publicar escritos, así en 1981 editó Sansibar que es un conjunto de poemas, en 1984 colabora con la revista de arte Trou publicando un artículo sobre la fuente de Symbol des Wachsens und des Lebens de Berna, y poco después publicó otra serie de poemas con el título Husch, husch, der schönste Vokal entleert sich.
Sus obras más valoradas son: «Juego de desayuno de piel», 1936; «Mi enfermera», 1936; «Mesa con patas de aves», 1939; «Miss Gardenia» y «La ardilla», 1959. 
Tras su muerte de un ataque al corazón, se realizaron varias exposiciones colectivas y retrospectivas de su trabajo pero el mayor homenaje es la existencia del Premio Meret Oppenheim que otorga anualmente la «Oficina suiza de cultura» a artistas de más de cuarenta años.
En España podemos encontrar algunas de sus obras en el Museo de Arte Contemporáneo Helga de Alvear de Cáceres. Éstas  son la fotografía de la obra «Le Couple» de 1959, obra que originalmente fue presentada en la 8º Exposition Internacionale du Surréalisme en la Galería Daniel Cordier de París. La fotografía fue tomada para el catálogo de la citada exposición. 
Otra de las obras que podemos encontrar en la Colección Helga de Alvear es «The Mirror of Genoveva (S.M.S. No. 2)», 1967-1968. La creación forma parte de la serie de diversos originales conocida como S.M.S. (Shit Must Stop), compuesta por una recopilación de 73 obras presentadas en seis carpetas. Cada carpeta fue producida en una edición limitada de 2000 copias. 